# Петчинг
Петчинг (нім. Pöttsching) — ярмаркова громада округу Маттерсбург у землі Бургенланд, Австрія.
Петчинг лежить на висоті  218 м над рівнем моря і займає площу  24,6 км². Громада налічує 2897 мешканців. 
Густота населення 118/км².  
|                                  |
| Петчинг на мапі округу та землі. |

 Адреса управління громади:  7033 Pöttsching. 

## Демографія
Історична динаміка населення міста за даними сайту Statistik Austria

## Галерея

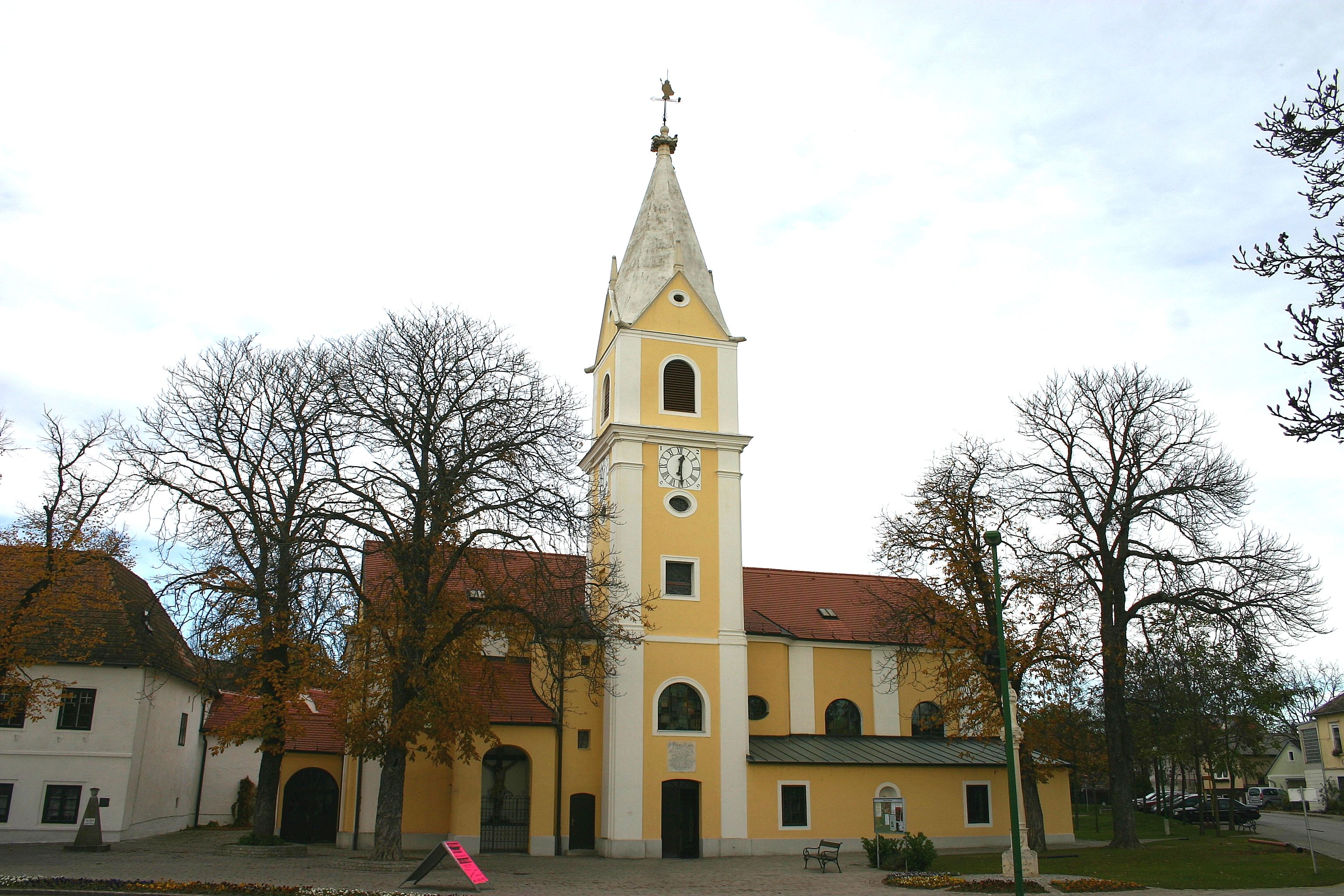
Римо-католицька церква
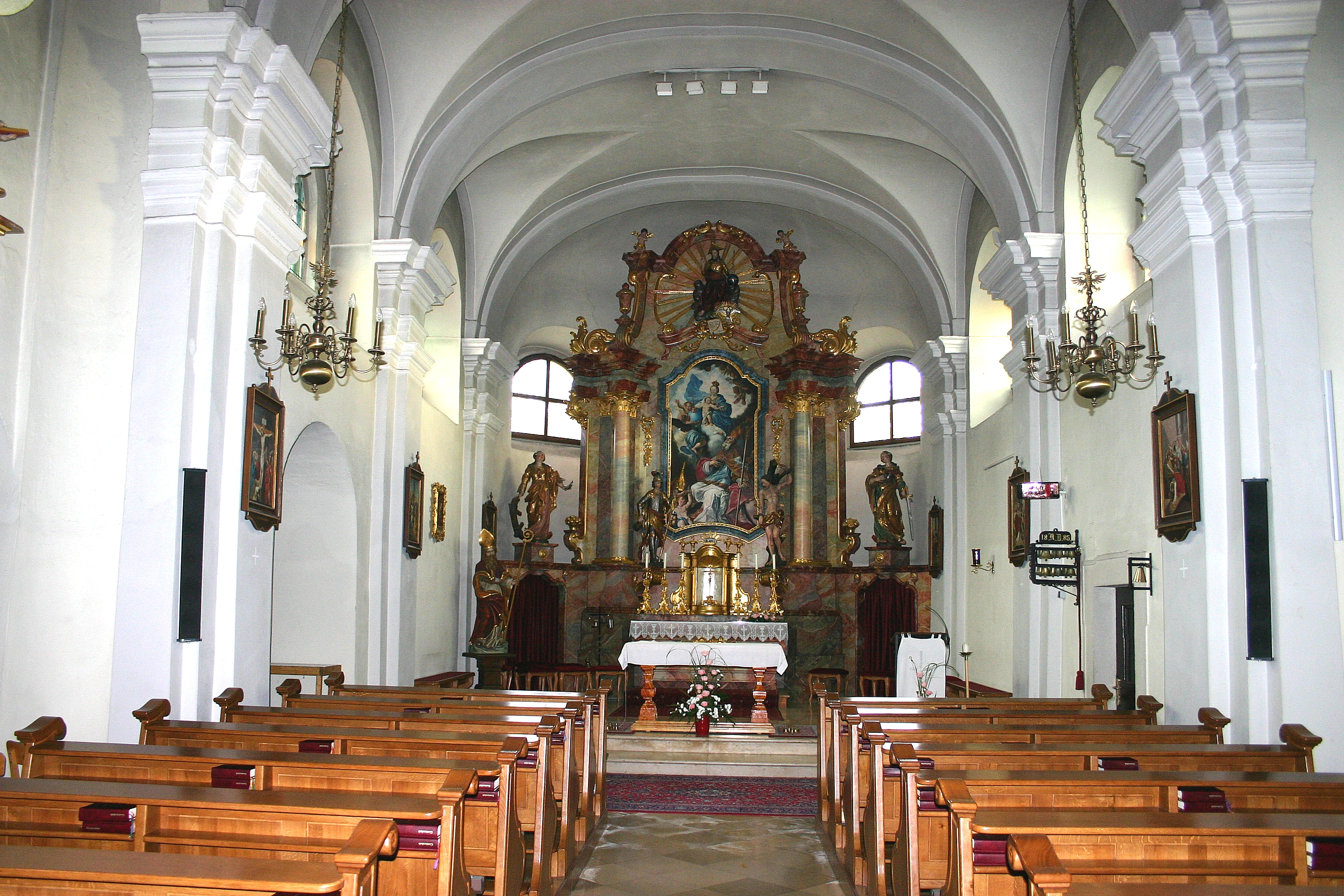
У церкві
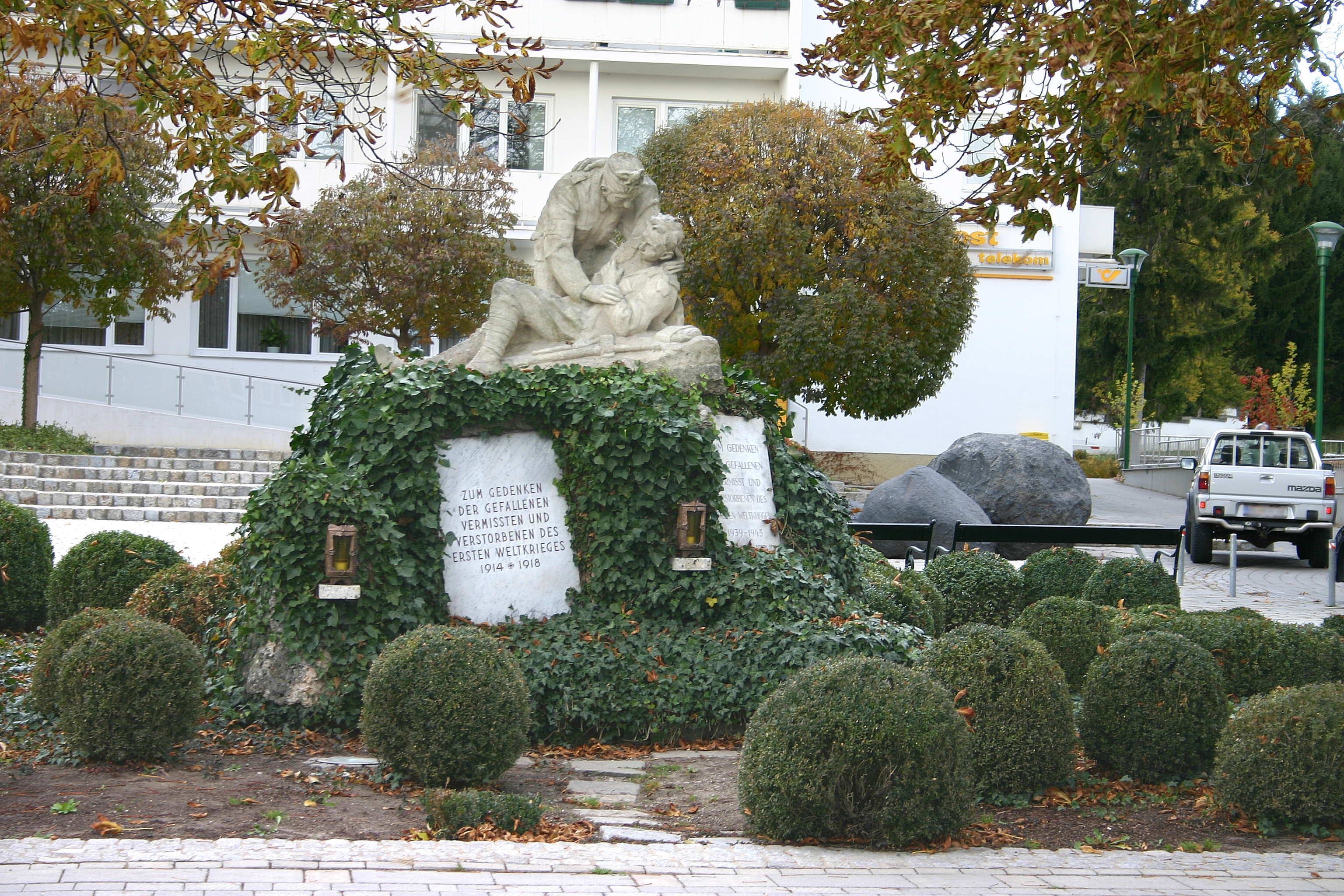
Пам'ятник жертвам двох світових воєн

## Виноски
1. ↑  Dauersiedlungsraum der Gemeinden Politischen Bezirke und Bundesländer - Gebietsstand 1.1.2018 — Статистичне управління Австрії.
2. ↑   www.poettsching.at
3. ↑  Gemeindedaten von Pöttsching

| Австрія | Це незавершена стаття з географії Австрії. Ви можете допомогти проєкту, виправивши або дописавши її. |